# 欧布达

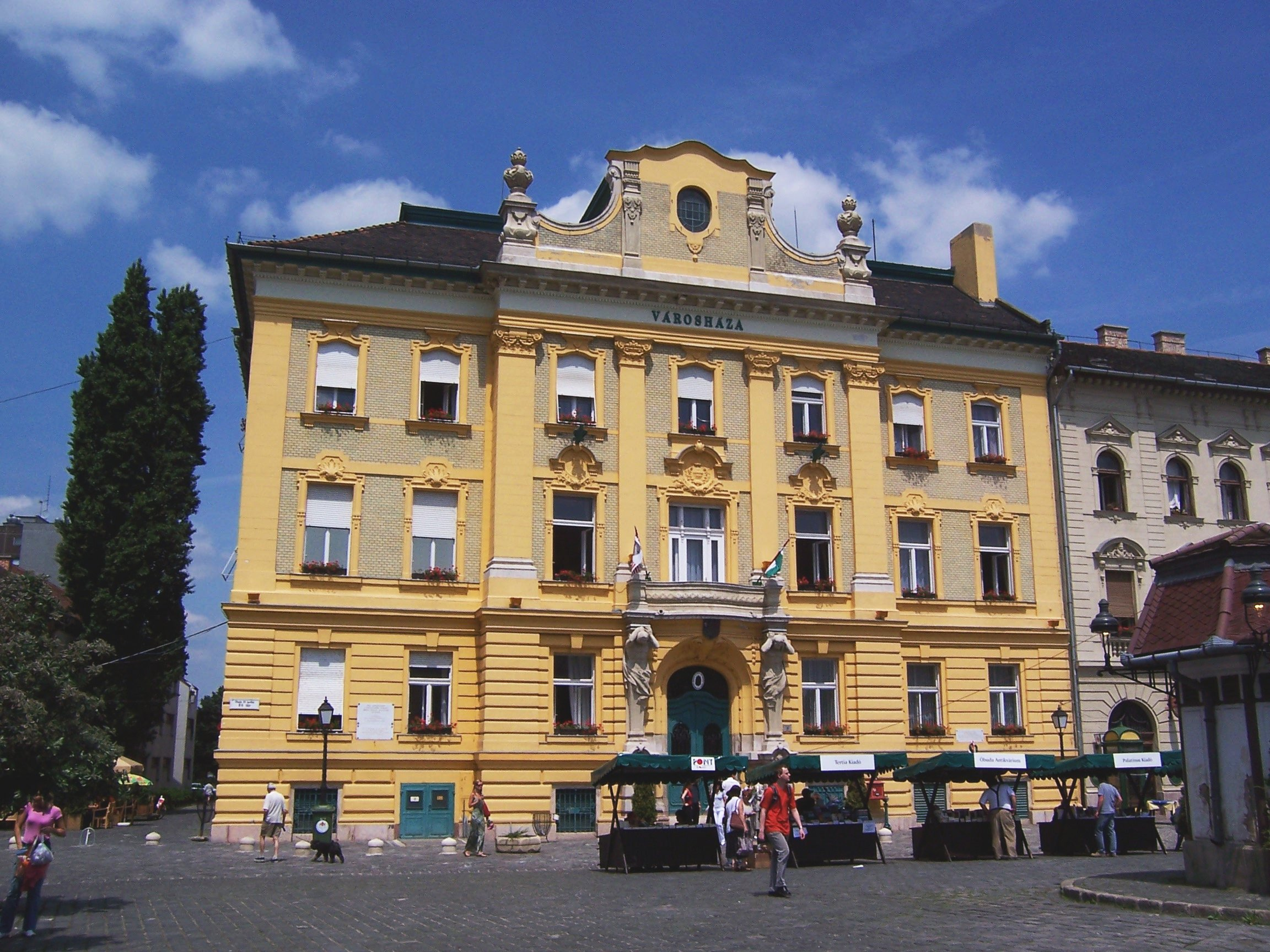
欧布达舊市政廳，現為布达佩斯第三区区政廳

欧布达（匈牙利語：Óbuda），或意译作旧布达，是匈牙利首都布達佩斯的一個地區。1873年，欧布达和布達及佩斯合併。古布達現在是布達佩斯第三区的一部分。在欧布达發現了石器時代的遺址，顯示這裡擁有悠久的歷史。

## 外部連結
- 官方网站 （匈牙利文）
- A Walk through Old Buda[永久] （英文）

47°33′N 19°02′E / 47.550°N 19.033°E